# Oorbeek
Oirbeek, en néerlandais Oorbeek, est une section de la ville belge de Tirlemont située en Région flamande dans la province du Brabant flamand. C'était une commune à part entière avant la fusion des communes de 1971.

## Démographie

### Évolution démographique
- Sources : INS, Rem. : 1831 jusqu'en 1970 = recensements, 1976 = nombre d'habitants au 31 décembre[3].

## Personnalités
- Lulu von Thürheim (1788-1864), peintre et écrivaine autrichienne, est née au château d'Oorbeek.